# Rufus, un amigo fiel
Rufus, un amigo fiel (previamente titulada Manny's Best Friend) es una película original de televisión estadounidense del canal Nickelodeon, que se estrenó el 18 de enero de 2016. La película fue dirigida por Savage Steve Holland (también director de A Fairly Odd Movie: Grow Up, Timmy Turner! y Big Time Movie), protagonizada por la estrella de la serie del canal Henry Danger llamado Jace Norman, Davis Cleveland de la serie Disney Channel Shake It Up y por la estrella de Bella and the Bulldogs llamada Haley Tju y producida por Scott McAboy, mismo quien dirigió la película Splitting Adam (también protagonizada por Jace Norman película fue rodada en Los Ángeles, California. La historia gira alrededor de Manny, que su mejor amigo es un perro y que accidentalmente gracias a un collar se vuelve humano.
En Estados Unidos, el tráiler oficial de la película salió al aire el 18 de diciembre de 2015, en Nickelodeon, durante un episodio de SpongeBob SquarePants. 
En Latinoamérica, Rufus se estrenó el día 28 de abril de 2016, y en España el 24 de junio de 2016.

## Argumento
Manny (Davis Cleveland) es trasladado a una nueva escuela en otra ciudad. Él está muy nervioso por no conseguir nuevos amigos en su primer día de escuela, así que esto le lleva a un día de gran desastre. Primeramente se encuentra con Paige (Haley Tju), una reportera excéntrica de la escuela, que ayuda a Manny a su recorrido por la escuela nueva. Manny no tiene la suerte de tener un buen día en su primera vez en esta escuela, ya que por una distracción el tropieza, haciendo que le caiga encima un balde de pintura azul. Llegando a casa, Manny habla con sus padres de lo vergonzoso que fue su primer día en la escuela, diciéndoles que jamás quiere regresar, pero sus padres hablan con él haciéndole entrar en razón. 
Manny, para calmar un poco los nervios, sale de paseo a jugar futbol con su mejor amigo canino llamado Rufus. Durante su juego, la pelota va directamente hacia un pequeño lago, haciendo que Rufus corra hacia ella, pero el canino se encuentra con un collar, y Manny deja que se lo quede. Durante la primera noche en su nueva casa, Manny habla con Rufus de lo espectacular que éste canino es su mejor amigo. Durante la noche, el collar se torna un poco brilloso, haciendo que al día siguiente, Rufus se convirtiera en humano. Cuando Manny despierta, se sorprende a ver a Rufus, convertido en humano (Jace Norman), este encima de su cama.
Durante el día, Rufus ya convertido en humano se sigue comportando como un canino, haciéndole esto más difícil para Manny, ya que debe mantener eso en secreto antes de que él se meta en graves problemas. Manny no está seguro en que hacer, así que decide inscribir a Rufus en su escuela, poniendo en riesgo la identidad canina. 
Manny quiere ser más popular en la escuela, y viendo todas las payasadas de Rufus como perseguir ardillas, atrapar platos voladores y convirtiéndose en el jugador estrella como portero del equipo de futbol de la escuela, esto lo ayuda. Sin embargo, Rufus se vuelve aún más popular, haciendo sentir a Manny muy celoso. Durante el baile, Rufus no deja de ser bromas, así que Manny se cansa de eso y hace que él enfurezca, diciéndole a Rufus que es un mal perro y un mal amigo. 
Al poco tiempo, Manny, Paige y Rufus quedan atrapados en una bodega, y son perseguidos por un grupo de criminales que quieren recuperar el collar, que por alguna razón, es muy especial para ellos, dejando a Rufus en peligro y herido, luego de que el malvado lanzara una flecha directo a Paige, y Rufus la salvara. Esto hace que la cadena pierda su magia y que Rufus se volviera a convertir en canino para siempre, y que Paige descubriera el secreto luego de que los padres de Manny llegarán y llamarán a la policía. Después de que los malos fueran arrestados por la policía, uno escapó de haber fallado con el plan a manos de su jefe, que resulta ser una ardilla malvada.
Finalmente, Manny entiende que la lealtad de su mejor amigo es para siempre, y decirle aceptarlo tal como era antes, un canino. En el final el amuleto de Rufus brilla diciendo que pronto se volverá humano.

## Personajes

### Personajes principales
- Jace Norman como Rufus.
- Davis Cleveland como Manny García.
- Haley Tju como Paige.
- Noel Johansen como el Sr. Black.
- Chad Riley como el Sr. García.
- Lisa Durupt como la Sra. García.

### Personajes secundarios
- Yvonne Chapman como Shaydo.
- Paul Belsito como Dim Sum.
- Darien Provost como Devon.
- Sidney Grigg como Samantha.
- Curtis Lum como Chang.
- Gleen Ennis como Wheels.
- Jocelyne Loewen como la Sra. Dunlop.
- J. Alex Albright como el Dj de la fiesta.

## Recepción
Tras muy bajas audiencias en el canal, finalmente Nickelodeon logró atraer a más de 3 millones de espectadores, luego de casi un año sin superar esta audiencia, antes de los Kids' Choice Awards 2015. Rufus logró obtener una audiencia total de 3.2 millones de espectadores y un total de 0.6 millones de espectadores en adultos de 18 a 49 años. Rufus se estrenó el 18 de enero de 2016, durante el especial Just Jace Day con un maratón que salió en Estados Unidos con los mejores episodios de Henry Danger y también transmitiendo la película original que Jace Norman protagoniza llamada Splitting Adam.

## Secuela
Nickelodeon confirmó una secuela para esta película que será llamada Rufus 2, que fue estrenada el 13 de febrero de 2017.